# Who Ride wit Us: Tha Compalation, Vol. 2
Albums de Daz Dillinger
To Live and Die in CA
(2002) DPGC: U Know What I'm Throwin' Up
(2003)
Who Ride wit Us: Tha Compalation, Vol. 2 est une compilation de Daz Dillinger, sortie le 29 octobre 2002.

## Liste des titres
| No  | Titre                                                       | Contient un (des) sample(s) de | Durée |
| --- | ----------------------------------------------------------- | ------------------------------ | ----- |
| 1.  | (Intro) Y'All Want This Party Started (featuring J-Ro)      | Set It Off de Strafe           | 4:17  |
| 2.  | Get Yo $ (featuring Jt The Bigga Figga et Albeezy)          |                                | 4:15  |
| 3.  | Huh What (featuring South Central Cartel)                   |                                | 3:47  |
| 4.  | We Do This Passion [Remix]                                  |                                | 2:05  |
| 5.  | Do U Wanna Roll Wit Me (featuring Do Boy et D.N.A)          |                                | 4:36  |
| 6.  | Addicted (featuring Skee 64oz)                              |                                | 3:45  |
| 7.  | Put In Work (featuring Don Cisco et Frost)                  |                                | 4:24  |
| 8.  | Ride Wit Me (featuring E.S.G et Slim Thug)                  |                                | 3:51  |
| 9.  | U Know What We Came Here 4 (featuring Unlce Luke et Sciryl) |                                | 4:57  |
| 10. | This Is What Happens In Tha Club                            |                                | 3:12  |
| 11. | Because of U Girl [OG Mix] (featuring Storm et E.D.I)       |                                | 4:42  |
| 12. | I Gotta Git This Money (featuring Do Boy et D.N.A)          |                                | 4:00  |
| 13. | It's That Westcoast Way We're Livin'                        |                                | 3:28  |
| 14. | Fucc Wit Us We Gon' Hurt Somebody!                          |                                | 4:32  |
| 15. | Tha Rep & Tha Name                                          |                                | 4:20  |